# Statholderskabet (Slesvig og Holsten)
 Ikke at forveksle med Statholder (Slesvig og Holsten).
Statholderskabet er navnet på en tysk udnævnt regering i hertugdømmerne Slesvig og Holsten under Treårskrigen med hovedkvarter på Gottorp Slot. Statholderskabet blev udnævnt den 26. marts 1849 af den tyske forbunds centralregering i Frankfurt for at administrere hertugdømmerne. Men da Preussen overtog både krigsførelsen og forhandlingerne med Danmark blev statholderskabet kun en tysk administrationskommission. 

## Baggrund
Under forhandlingeren i Malmø den 26. august 1848 blev der indgået en aftale om en våbenstilstand på syv måneder og dannelsen af en fælles dansk-preussisk regering. Fællesregeringen viste sig dog snart at være tysk-loyal og i april 1849 genoptagedes kamphandlingerne. Resultat blev, at fællesregeringen trådte tilbage. For at sikre hertugdømmernes administration på tyske hænder indsatte den tyske forbunds centralregering i Frankfurt den 26. marts 1849 Wilhelm Beseler og Friedrich Reventlou som statholdere (begge var allerede medlem af oprørernes provisoriske regering). 
Den 10. juli 1849 indgik Danmark og Preussen imidlertid en ny aftale om en våbenhvile. Statholderskabet protesterede, men føjede sig efter dens militære bestemmelser. Aftalen indebar, at den slesvig-holstenske hær skulle trække sig tilbage syd for Ejderen, og Slesvig skulle deles i to zoner, den nordlige under en dansk-norsk kommando og den sydlige under en preussisk kommando. Slesvig (Sønderjylland) blev administrativt løsnet fra statholderskabet og blev styret af en dansk-preussisk-britisk bestyrelseskommission (også kaldet landsforvaltningen) bestående af F. F. Tillisch (Danmark), B. v. Eulenburg (Preussen) og Lloyd Hodges (Storbritannien). Statholderskabets myndighed var dermed indskrænket til kun at omfatte Holsten.
Den 2. juli 1850 ingik Danmark og Preussen en fredsaftale og den 13. juli stoppede den dansk-preussisk-britiske bestyrelseskommission for Slesvig sit virke. Både Danmark og statholderskabet erklærede nu, at de overtog styrelsen i hertugdømmerne. Samme dag rykkede den slesvig-holstenske hær over Ejderen ind i Slesvig og den 25. juli 1850 kom det til Slaget ved Isted.
Statholderskabet kom nu i efteråret 1850 under stigende politisk pres fra Preussen og Østrig for at stoppe krigshandlingerne. Den slesvig-holstenske hær havde endnu den 4. oktober 1850 forsøgt at storme Frederiksstad, men blev slået tilbage. Forbundsdagen i Frankfurt ratificerede derefter den 26. oktober 1850 en fredsaftale. Da Beseler alligevel ville fortsætte kampen kom det i begyndelsen af 1851 til brud med den anden statholder Reventlow. Den slesvig-holstenske landsforsamling støttede fredsplanerne og i januar trådte Beseler som statholder tilbage. Reventlou fulgte den 1. februar 1851. I stedet for den tyske forbunds statholderskab blev der indført et preussisk-østrigsk kommissærstyre i Holsten og Lauenburg, som blev besat af preussiske og østrigske tropper frem til 1852. 